# Brynjulf Bergslien
Brynjulf Larsen Bergslien (né le 12 novembre 1830 à Voss - mort le 19 septembre 1898 à Christiania) est un sculpteur norvégien.

## Biographie
Brynjulf Bergslien naît à Voss dans le Comté de Hordaland en 1830. Il est le fils de Lars Bergeson Bergslien et de Kirsten Knutsdotter Gjelle. Il est le frère du peintre Knud Bergslien, et l'oncle du peintre et sculpteur Nils Bergslien.
De 1853 à 1861, il étudie à l'Académie royale des beaux-arts du Danemark à Copenhague, et a pour professeurs Jens Adolph Jerichau et Herman Wilhelm Bissen. En 1861, il épouse Johanne Christine Tønnesen (1842–1930).
Il a réalisé plusieurs monuments situés à Oslo, notamment la statue de Charles XIV Jean de Suède sur la Slottsplassen (1875), celle de Henrik Wergeland à l'Eidsvolls plass (1881), ou encore celle de Peter Christen Asbjørnsen au parc St. Hanshaugen (1891).
Il a également donné des cours dans son atelier, et a eu pour élèves Sigvald Asbjørnsen et Gustav Vigeland.
Brynjulf Bergslien meurt en 1898. Un monument dédié à Brynjulf, Knud et Nils Bergslien se trouve à Voss.

## Galerie

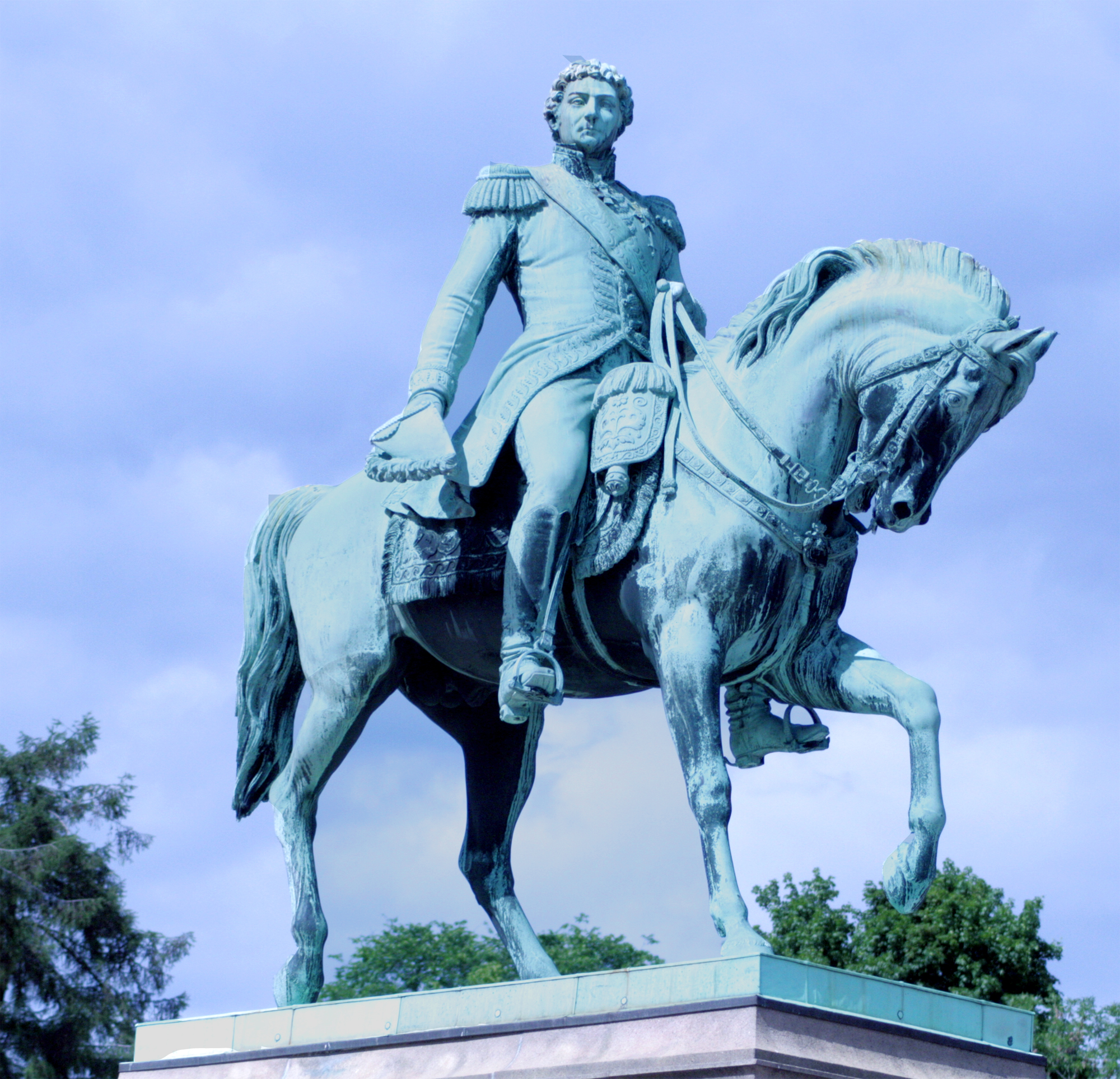
Statue de Charles XIV Jean de Suède sur la Slottsplassen.
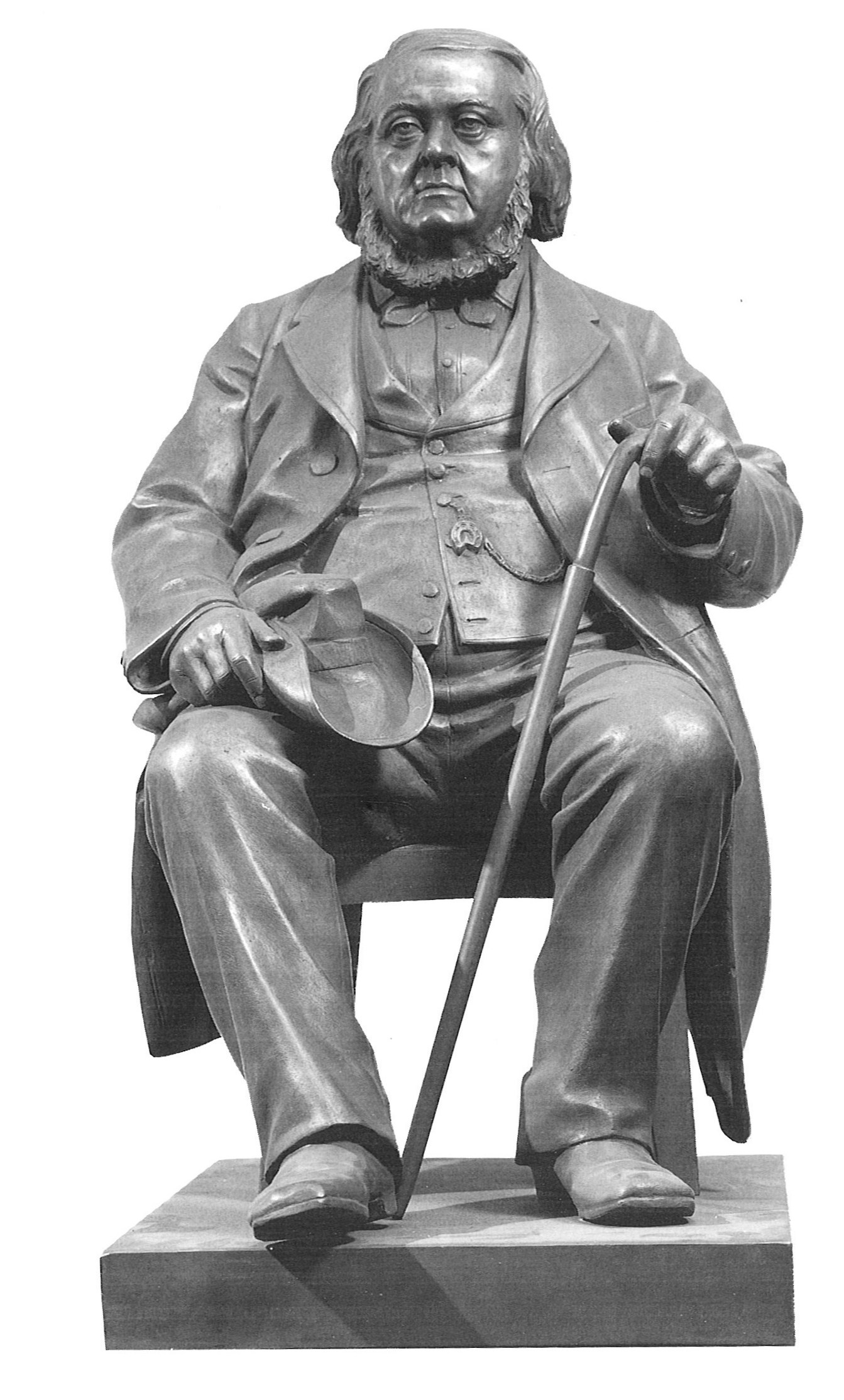
Peter Christen Asbjørnsen par Brynjulf Bergslien (1885).
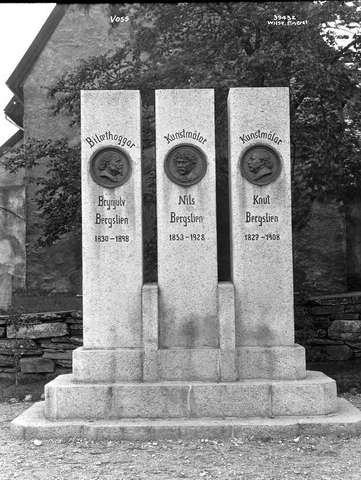
Monument à Brynjulf, Knud et Nils Bergslien situé à Voss.

## Source
- (en) Cet article est partiellement ou en totalité issu de l’article de Wikipédia en anglais intitulé « Brynjulf Bergslien » (voir la liste des auteurs).